# فاصله (مجموعه تلویزیونی ۱۳۸۰)
فاصله یک مجموعه تلویزیونی محصول سال ۱۳۸۰ به کارگردانی کاظم بلوچی، نویسندگی و تهیه‌کنندگی علی خودسیانی است که در نورز ۱۳۸۰ از شبکه یک پخش شد.

## خلاصه داستان
برای تعطیلات عید، آقا مسلم به همراه همسرش به کاشان و علی و نازنین فرزندان آن‌ها نزد پدربزرگ و مادربزرگ خود رفتند و در آنجا ماجراهای زیادی برایشان به وجود آمد. تعطیلات آنقدر به آن‌ها خوش گذشته بود که تحمل دوری از یکدیگر را نداشتند. پدربزرگ از حسام خواست تا با خانواده خود در کنار آنان زندگی کنند ولی حسام قبول نکرد؛ بنابراین تصمیم گرفته شد تا یک هفته بچه‌ها نزد پدربزرگ و مادربزرگ بودند و هفته دیگر پدربزرگ و مادربزرگ نزد آن‌ها بیایند تا فاصله‌ها از بین برود …

## بازیگران
- افسانه چهره‌آزاد
- ثریا قاسمی
- فرشید نوابی
- کاوه آهنگر
- منوچهر آذر